# Autrey, Vosges
Autrey är en kommun i departementet Vosges i regionen Grand Est (tidigare regionen Lorraine) i nordöstra Frankrike. Kommunen ligger i kantonen Rambervillers som tillhör arrondissementet Épinal. År 2022 hade Autrey 275 invånare.

## Befolkningsutveckling
Antalet invånare i kommunen Autrey
| Referens: INSEE |